# Ponte sobre o Rio Poio
A Ponte sobre o Rio Poio ou Ponte Romana sobre o Rio Poio ou Alvadia é uma ponte que atravessa o rio Poio localizada em Cerva, na freguesia de Cerva e Limões, no município de Ribeira de Pena.
Está classificada como Monumento Nacional desde 1939.